# Мо (шаньюй)
Мо (кит. упр. 莫, пиньинь Mò, тронное имя Цюфую-ди  кит. упр. 丘浮尤鞮, пиньинь Qiūfú Yóudī) — сын Учжулю, брат и преемник Хуханье II, носил титул Шаньюй с 55 по 56 год.

## Правление
По вступлении на престол получил от императора печать, шляпу, пояс, 3 комплекта пурпурной одежды, нож, тканный пояс, 4000 шелков, и обещание прислать ещё. После годичного правления Цюфую-ди скончался. Брат Хань стал шаньюем.